# Ochna pulchra
Espèce
Classification phylogénétique
Ochna pulchra est une espèce de plantes à fleurs de la famille des Ochnaceae. C'est un arbuste originaire du sud de l'Afrique.

## Description
- Arbuste atteignant 5 mètres de hauteur.
- Grandes fleurs jaune citron en grappe dense.

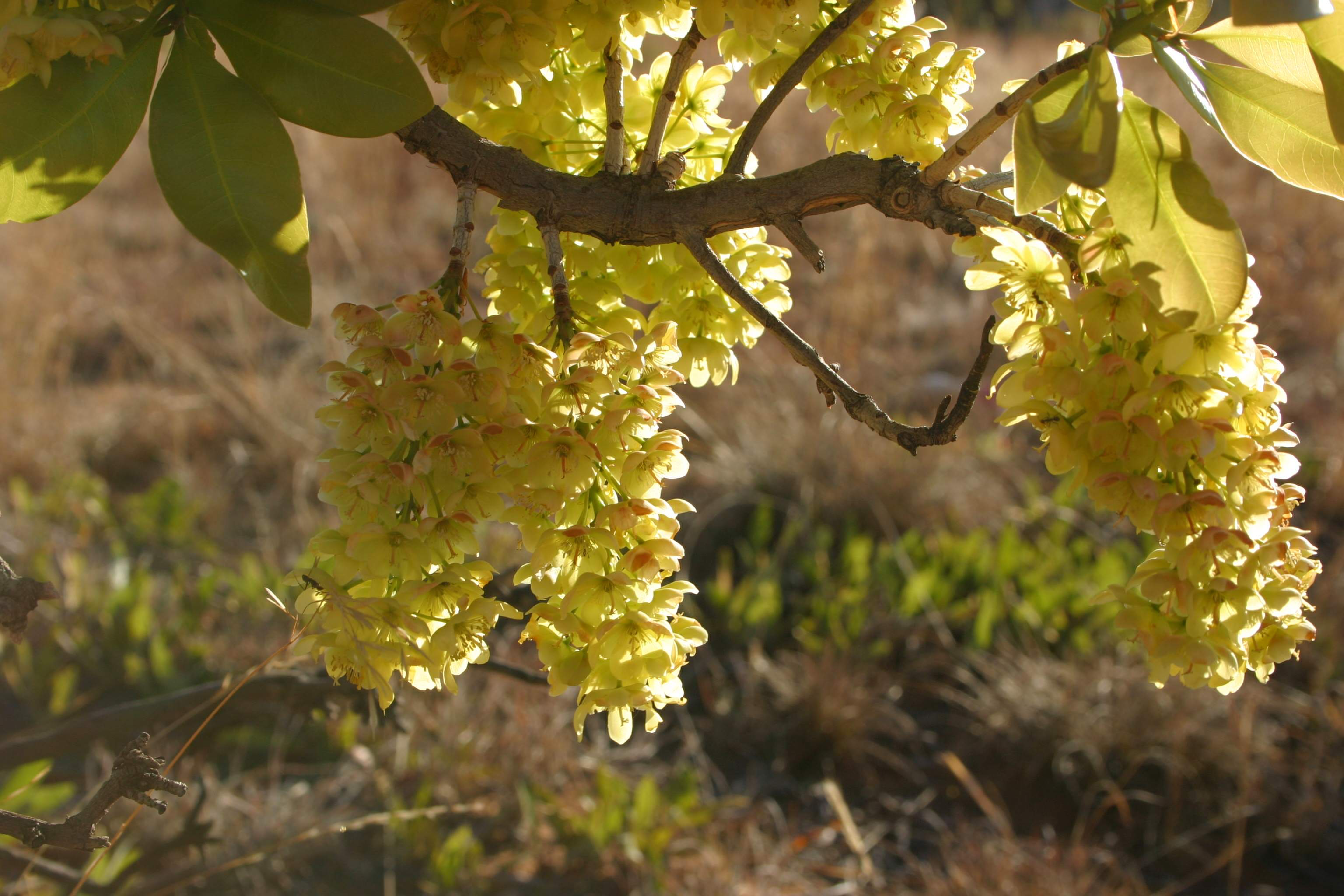
Grappe de fleurs
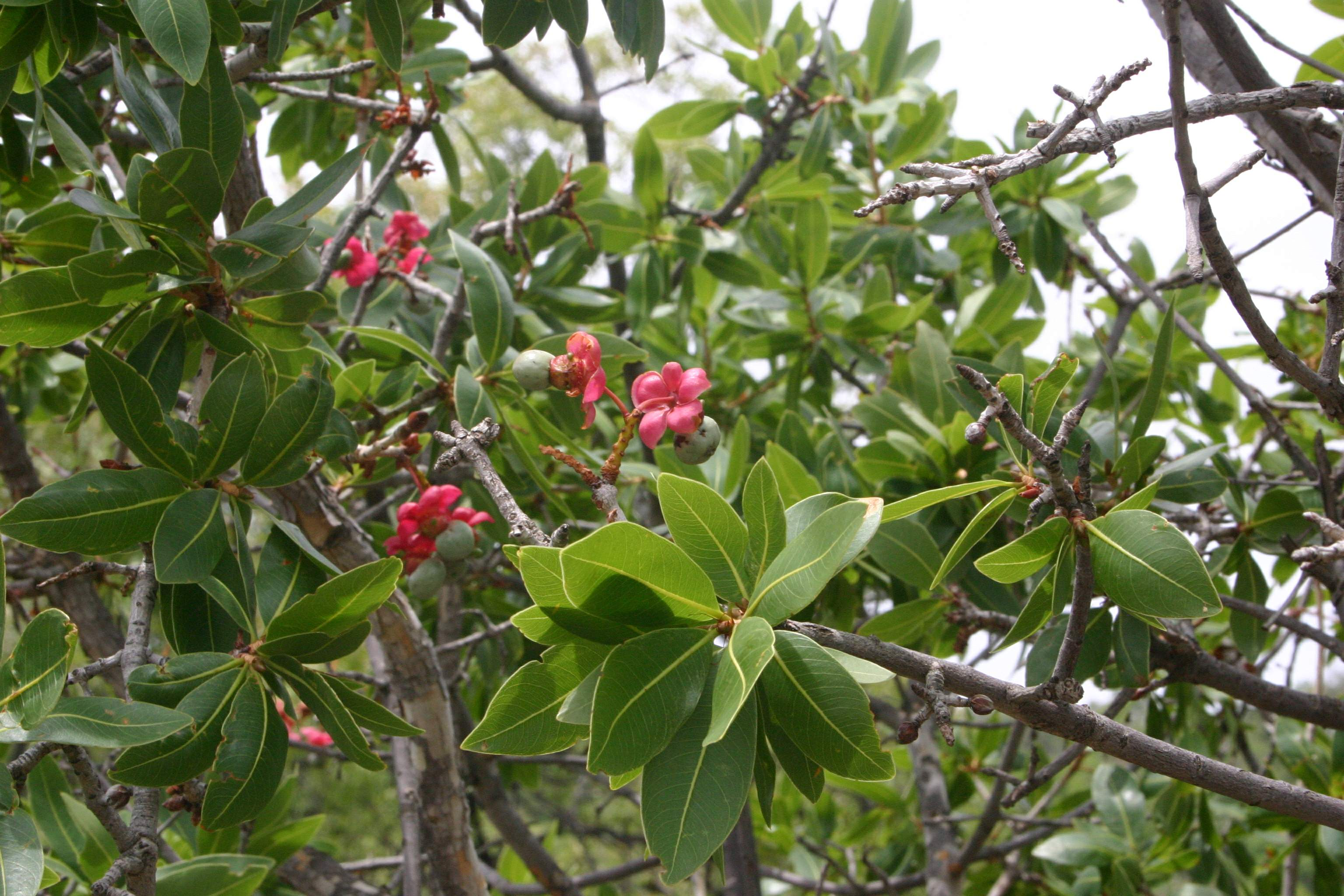
Feuilles et fruits, les calices sont rouges à maturité.

## Répartition
Afrique du Sud (Transvaal), Mozambique, Zimbabwe, Botswana, Angola, Zambie et sud du Zaïre.